# 한국철도공사 7500호대 디젤 기관차
7500호대 디젤 기관차는 한국철도공사의 여객 화물 견인용 전기식 특대형 디젤 기관차이다. 중앙선, 영동선, 태백선 구간의 화물열차 견인을 위해 1971년부터 도입되었고, 10기는 7100호대 디젤 기관차로, 40기는 7200호대 디젤 기관차로 각각 개조된 이후 2025년 현재 34기가 운용 중이다. 7501~7556호 가운데 현재 운행되는 차량은 재생 작업을 거쳐 수명이 연장된 것이며, 7557~7576호는 후기 도입분이다.

## 역사
1967년 GMC/EMD에서는 해외 수출용 기관차 모델인 GT26CW를 출시하였고, 이에 5000호대와 같이 미국 국내 운행용인 대형 기관차를 도입하였던 철도청에서도 해당 모델을 구입하여 운용하기로 결정하였다. 1970년 5월 14일 국제부흥개발은행(IBRD)과 차관을 체결하여 50량의 기관차를 수입하게 되었고, 이 50량은 1971년 7월에 7501~7550호로 도입되었다.
1975년 5월에는 미국수출입은행(EXIM)과 차관을 맺어 50량의 추가 도입을 확정하였으며, 같은해 12월에 각각 7551~7590호와 7101~7110호로 도입되었다. 이후 7581~7590호는 7111~7120호로 변경되었다. 1979년 8월 15일에는 현대차량이 대한민국 최초의 국산 디젤 기관차 7581호를 제작 완료하였으며, 9월 18일에 서울역에서 운행식을 진행하였다. 이후 현대차량에서는 국산 기관차를 지속적으로 제작하여, 1979년, 1980년 1월과 12월에 7581~7586호와 7587~7596호가 각각 16량 도입되었다.
1986년경 철도청의 열차 고속화 정책에 의하여, 7548~7596호 가운데 40량이 여객용으로 개조되어 7201~7240호로 차량 번호가 바뀌었으며, 나머지 9량은 7548~7556호로 재배치되었다. 1996년부터 1998년까지 GT26CW-2 모델인 7557~7583호를 추가 도입하였다. 7501~7544호 사이의 운용 중인 차량은 1999년 12월부터 2003년까지 언더프레임을 제외한 모든 부품을 신품으로 교체하는 재생 작업을 거쳐 수명이 연장된 것으로, 총괄제어 장치가 추가되었으며 GT26CW-2 모델과 형식상 동일해졌으며 부산철도차량정비창과 로템에서 제작되었다. 2012년 12월부터 2019년 9월까지 남아 있는 7500호대 기관차 전체를 화물 기관차 도색에 맞춰 빨간색으로 재도색하고 있다.

## 기술적 사양
7100호대 디젤 기관차와 기본적 사양은 동일하나 기어비를 높여 105km/h의 최고 속도와 높은 견인력을 가지고 있다. 후기에 도입된 타입과 재생 기관차 타입은 7300호대 디젤 기관차와 동일한 GT26CW-2모델을 기초로 하고 있으며 총괄제어 회로등을 갖추고 있다. 일부 차량은 앞 문이 없는 형태로 제작되거나, 앞 문이 있었던 일부 차량들도, 개량 작업으로 앞 문이 제거되었다.
7573~7576 4량은 고속선 구원기로 ATC가 추가로 설치되어 있다. ATP는 고속선 진입시 'Level STM 전이' 후 'ATS/ATC모드'로 전환된다.

## 현황
총 96량이 도입되었는데, 10량은 7100호대 디젤 기관차로, 40량은 7200호대 디젤 기관차로 각각 개조되었다. 2025년 기준 34량이 운행되고 있다. 가독성을 높이기 위해 현재 운행 중인 차량은 굵은 글씨로 표시했다. 현재 운행 중인 차량은 창문이 쇠창틀로 교체되었다. 

### GT26CW (7501호~7556호)
이 56량 가운데 현재 운행 중인 차량은 모두 재생된 차량이고, 모두 15량이다. 7501~7544호는 2024년부터 2028년까지 폐차 예정이다. 7531호는 2024년 12월 31일에 퇴역하였다.
퇴역한 차량중 2량은 2011년 이란으로 수출되었다.
| 차호   | 시리얼   | 도입 시기        | 운행 중단 시기                      | 비고 |
| ------ | -------- | ---------------- | ----------------------------------- | --- |
| 7501호 | 37214    | 1971년 7월 26일  | 운행 중 (2027년 폐차예정)           | 2002년에 재생됨. |
| 7502호 | 37215    | 1971년 7월 26일  | 운행 중 (2027년 폐차예정)           | 2002년에 재생됨. |
| 7503호 | 37216    | 1971년 7월 26일  | 2008년 12월 31일                    | 2010년 이란으로 수출 매각되었다. 이란에서 운행하였으나 만료되었고 고철 매각되었다.                                                       |
| 7504호 | 37217    | 1971년 7월 26일  | 운행 중 (2028년 폐차예정)           | 2003년에 재생됨. |
| 7505호 | 37218    | 1971년 7월 26일  | 2007년 8월 9일                      | 2010년 이란으로 수출 매각되었다. 이란에서 운행하였으나 만료되었고 고철 매각되었다.                                                       |
| 7506호 | 37219    | 1971년 7월 26일  | 2008년 3월 24일                     | 2011년 이란으로 수출 매각되었다. 이란에서 운행하였으나 만료되었고 고철 매각되었다.                                                       |
| 7507호 | 37220    | 1971년 7월 26일  | 2009년 1월 31일                     | 영주역에 보존되었다가 2013년 이란으로 수출 매각되었다. 이란에서 운행하였으나 만료되었고 고철 매각되었다.                                 |
| 7508호 | 37221    | 1971년 7월 26일  | 2008년 12월 31일                    | 2010년 이란으로 수출 매각되었다. 이란에서 운행하였으나 만료되었고 고철 매각되었다.                                                       |
| 7509호 | 37222    | 1971년 7월 26일  | 2008년 12월 31일                    | 2010년 이란으로 수출 매각되었다. 이란에서 운행하였으나 만료되었고 고철 매각되었다.                                                       |
| 7510호 | 37223    | 1971년 7월 26일  | 2008년 12월 31일                    | 2010년 이란으로 수출 매각되었다. 이란에서 운행하였으나 만료되었고 고철 매각되었다.                                                       |
| 7511호 | 37224    | 1971년 7월 26일  | 운행 중 (2028년 폐차예정)           | 2003년에 재생됨. |
| 7512호 | 37225    | 1971년 7월 26일  | 운행 중 (2028년 폐차예정)           | 2003년에 재생됨. |
| 7513호 | 37226    | 1971년 7월 26일  | 운행 중 (2025년 12월 31일 폐차예정) | 2000년 12월에 재생됨. |
| 7514호 | 37227    | 1971년 7월 26일  | 운행 중 (2028년 폐차예정)           | 2003년에 재생됨. |
| 7515호 | 37228    | 1971년 7월 26일  | 2009년 1월 31일                     | 영주역에 보존되었다가 2012년 이란으로 수출 매각되었다. 이란에서 운행하였으나 만료되었고 고철 매각되었다.                                 |
| 7516호 | 37229    | 1971년 7월 26일  | 운행 중 (2028년 폐차예정)           | 2003년에 재생됨. |
| 7517호 | 37230    | 1971년 7월 26일  | 2008년 12월 31일                    | 2011년 이란으로 수출 매각되었다. 이란에서 운행하였으나 만료되었고 고철 매각되었다.                                                       |
| 7518호 | 37231    | 1971년 7월 26일  | 2008년 12월 31일                    | 2010년 이란으로 수출 매각되었다. 이란에서 운행하였으나 만료되었고 고철 매각되었다.                                                       |
| 7519호 | 37232    | 1971년 7월 26일  | 2008년 12월 23일                    | 영화 권순분 여사 납치사건에 등장. 2010년 이란으로 수출 매각되었다. 이란에서 운행하였으나 만료되었고 고철 매각되었다.                     |
| 7520호 | 37233    | 1971년 7월 26일  | 2008년 12월 23일                    | 2010년 이란으로 수출 매각되었다. 이란에서 운행하였으나 만료되었고 고철 매각되었다.                                                       |
| 7521호 | 37234    | 1971년 7월 26일  | 2008년 12월 31일                    | 2010년 고철 매각되었다. |
| 7522호 | 37235    | 1971년 7월 26일  | 2007년 9월 30일                     | 2010년 이란으로 수출 매각되었다. 이란에서 운행하였으나 만료되었고 고철 매각되었다.                                                       |
| 7523호 | 37236    | 1971년 7월 26일  | 2008년 12월 31일                    | 2010년 고철 매각되었다. |
| 7524호 | 37237    | 1971년 7월 26일  | 2008년 12월 31일                    | 2010년 이란으로 수출 매각되었다. 이란에서 운행하였으나 만료되었고 고철 매각되었다.                                                       |
| 7525호 | 37238    | 1971년 7월 26일  | 2008년 12월 31일                    | 2010년 이란으로 수출 매각되었다. 이란에서 운행하였으나 만료되었고 고철 매각되었다.                                                       |
| 7526호 | 37239    | 1971년 7월 26일  | 2008년 12월 31일                    | 2010년 이란으로 수출 매각되었다. 이란에서 운행하였으나 만료되었고 고철 매각되었다.                                                       |
| 7527호 | 37240    | 1971년 7월 26일  | 운행 중 (2027년 폐차예정)           | 2002년에 재생됨. |
| 7528호 | 37241    | 1971년 7월 26일  | 1995년 12월 19일                    | 1995년 10월 11일 중앙선 단촌역 구내에서 7123호와 충돌하여 대파되어, 폐차 발령됨.                                                         |
| 7529호 | 37242    | 1971년 7월 26일  | 2008년 4월 19일                     | 2010년 이란으로 수출 매각되었다. 이란에서 운행하였으나 만료되었고 고철 매각되었다.                                                       |
| 7530호 | 37243    | 1971년 7월 26일  | 운행 중 (2028년 폐차예정)           | 2003년에 재생됨. |
| 7531호 | 37244    | 1971년 7월 26일  | 2024년 12월 31일                    | 1999년 12월에 재생됨. |
| 7532호 | 37245    | 1971년 7월 26일  | 2007년 10월 10일                    | 2010년 이란으로 수출 매각되었다. 이란에서 운행하였으나 만료되었고 고철 매각되었다.                                                       |
| 7533호 | 37246    | 1971년 7월 26일  | 운행 중 (2028년 폐차예정)           | 2002년에 재생됨. |
| 7534호 | 37247    | 1971년 7월 26일  | 운행 중 (2028년 폐차예정)           | 2003년에 재생됨. |
| 7535호 | 37248    | 1971년 7월 26일  | 2008년 12월 23일                    | 2010년 이란으로 수출 매각되었다. 이란에서 운행하였으나 만료되었고 고철 매각되었다.                                                       |
| 7536호 | 37249    | 1971년 7월 26일  | 2007년 10월 10일                    | 2011년 이란으로 수출 매각되었다. 이란에서 운행하였으나 만료되었고 고철 매각되었다.                                                       |
| 7537호 | 37250    | 1971년 7월 26일  | 2008년 12월 31일                    | 2010년 고철 매각되었다. |
| 7538호 | 37251    | 1971년 7월 26일  | 운행 중 (2028년 폐차예정)           | 2003년에 재생됨. |
| 7539호 | 37252    | 1971년 7월 26일  | 2007년 8월 9일                      | 2010년 고철 매각되었다 . |
| 7540호 | 37253    | 1971년 7월 26일  | 2008년 12월 31일                    | 2010년 이란으로 수출 매각되었다. 이란에서 운행하였으나 만료되었고 고철 매각되었다.                                                       |
| 7541호 | 37254    | 1971년 7월 26일  | 운행 중 (2027년 폐차예정)           | 2002년에 재생됨. |
| 7542호 | 37255    | 1971년 7월 26일  | 2008년 12월 31일                    | 2011년 이란으로 수출 매각되었다. 이란에서 운행하였으나 만료되었고 고철 매각되었다.                                                       |
| 7543호 | 37256    | 1971년 7월 26일  | 2008년 12월 31일                    | 2010년 이란으로 수출 매각되었다. 이란에서 운행하였으나 만료되었고 고철 매각되었다.                                                       |
| 7544호 | 37257    | 1971년 7월 26일  | 운행 중 (2027년 폐차예정)           | 2002년에 재생됨. |
| 7545호 | 37258    | 1971년 7월 26일  | 2009년 1월 31일                     | 2010년 이란으로 수출 매각되었다. 이란에서 운행하였으나 만료되었고 고철 매각되었다.                                                       |
| 7546호 | 37259    | 1971년 7월 26일  | 2009년 1월 31일                     | 영주역 무궁화호 객차 보존되고 있었으나 2012년 고철 매각되었다.                                                                           |
| 7547호 | 37260    | 1971년 7월 26일  | 1997년 8월 14일                     | 영동선 통리 ~ 심포리 구간을 운행하던 도중 탈선 및 추락하여 대파되어, 폐차 발령됨.                                                        |
| 7548호 | 713541   | 1975년 9월 30일  | 2013년 6월 30일                     | 구 7567호에서 개번. 2014년 김천역에 유치되었다가 2015년 고철 매각되었다.                                                                 |
| 7549호 | 713542   | 1975년 9월 30일  | 2013년 6월 30일                     | 구 7568호에서 개번. 2018년 고철 매각되었다.                                                                                              |
| 7550호 | 713545   | 1975년 9월 30일  | 2013년 6월 30일                     | 구 7571호에서 개번. 2014년 김천역에 유치되었다가 2015년 고철 매각되었다.                                                                 |
| 7551호 | 713546   | 1975년 9월 30일  | 2013년 6월 30일                     | 구 7572호에서 개번. 2018년 고철 매각되었다.                                                                                              |
| 7552호 | HDRS8001 | 1980년 12월 31일 | 2009년 1월 31일                     | 구 7582호에서 개번. 폐차 직전까지 철도청 초록-노랑 도색을 유지했으며, 2010년 고철 매각되었다.                                            |
| 7553호 | HDRS8002 | 1980년 12월 31일 | 2009년 1월 31일                     | 구 7583호에서 개번. 대구차량사업소에서 유치중이었다가 2012년 이란으로 수출 매각되었다. 이란에서 운행하였으나 만료되었고 고철 매각되었다. |
| 7554호 | HDRS8004 | 1980년 12월 31일 | 2009년 1월 31일                     | 구 7585호에서 개번. 대구차량사업소에서 유치중이었다가 2013년 이란으로 수출 매각되었다. 이란에서 운행하였으나 만료되었고 고철 매각되었다. |
| 7555호 | HDRS8005 | 1980년 12월 31일 | 2008년 3월 24일                     | 구 7586호에서 개번. 2010년 이란으로 수출 매각되었다. 이란에서 운행하였으나 만료되었고 고철 매각되었다.                                   |
| 7556호 | 713539   | 1975년 9월 30일  | 2013년 6월 30일                     | 구 7565호에서 개번. 2014년 김천역에 유치되었다가 2015년 고철 매각되었다.                                                                 |

### GT26CW-2 (7557호~7583호)
이 19량 가운데 7576호까지는 한국철도공사 소속 차량이고, 7577호부터 7583호까지는 국가철도공단 소속 차량이다. 전자의 경우 7574~7576호를 제외되었다. 7557, 7559~7562, 7564~7566호는 2026년 12월에 퇴역할 예정이다. 7558호는 2021년 11월 14일 7563호는 2021년 12월 31일 7567~7569호는 2022년 3월 24일 7570~7572호는 2022년 4월 30일 퇴역되었다.
| 차호   | 시리얼    | 도입 시기        | 운행 중단 시기                  | 비고 |
| ------ | --------- | ---------------- | ------------------------------- | --- |
| 7557호 | HDPI96.1  | 1996년 12월 31일 | 운행 중 (2026년 12월 31일 예정) | |
| 7558호 | HDPI96.2  | 1996년 12월 31일 | 2021년 11월 14일                | 기대수명 도래에 따라 조기에 휴차되었다. 2022년 고철 매각되었다. |
| 7559호 | HDPI96.3  | 1996년 12월 31일 | 운행 중 (2026년 12월 31일 예정) | |
| 7560호 | HDPI96.4  | 1996년 12월 31일 | 운행 중 (2026년 12월 31일 예정) | 호계역의 마지막날때 기관차 단행으로 호계역을 통과함. |
| 7561호 | HDPI96.5  | 1996년 12월 31일 | 운행 중 (2026년 12월 31일 예정) | |
| 7562호 | HDPI96.6  | 1996년 12월 31일 | 운행 중 (2026년 12월 31일 예정) | |
| 7563호 | HDPI96.7  | 1996년 12월 31일 | 2021년 12월 31일                | 기대수명 도래에 따라 조기에 휴차되었다. 2022년 고철 매각되었다. |
| 7564호 | HDPI96.8  | 1996년 12월 31일 | 운행 중 (2026년 12월 31일 예정) | |
| 7565호 | HDPI96.9  | 1996년 12월 31일 | 운행 중 (2026년 12월 31일 예정) | |
| 7566호 | HDPI96.10 | 1996년 12월 31일 | 운행 중 (2026년 12월 31일 예정) | 2015년 4월 1일 (구)포항역 마지막 무궁화호를 견인하였다. |
| 7567호 | HDPI96.11 | 1996년 12월 31일 | 2022년 3월 24일                 | 기대수명 도래에 따라 조기에 휴차되었다. 부품용으로 보존하였고 가야역에서 부품용으로 보존 중이였으나 가야에서 신창원으로 회송되었고 대차, 내부 부품은 수출후 차체는 2023년 고철 매각되었다. |
| 7568호 | HDPI96.12 | 1996년 12월 31일 | 2022년 3월 24일                 | 기대수명 도래에 따라 조기에 휴차되었다. 부품용으로 보존하였고 가야역에서 부품용으로 보존 중이였으나 가야에서 신창원으로 회송되었고 대차, 내부 부품은 수출후 차체는 2023년 고철 매각되었다. |
| 7569호 | HDPI96.13 | 1996년 12월 31일 | 2022년 3월 24일                 | 기대수명 도래에 따라 조기에 휴차되었다. 2025년 고철 매각되었다. |
| 7570호 | HDPI96.14 | 1996년 12월 31일 | 2022년 4월 30일                 | 기대수명 도래에 따라 조기에 휴차되었다. 2025년 고철 매각되었다. |
| 7571호 | HDPI96.15 | 1996년 12월 31일 | 2022년 4월 30일                 | 2012년 2월 28일 점촌역에 위치한 901호 증기기관차를 풍기역으로 회송하는데 투입되었다. 기대수명 도래에 따라 조기에 휴차되었다. 2025년 고철 매각되었다.                                       |
| 7572호 | HDPI96.16 | 1996년 12월 31일 | 2022년 4월 30일                 | 기대수명 도래에 따라 조기에 휴차되었다. 참고로 해당 기관차는 울산신항선 개통열차로 사용되었다. 2025년 고철 매각되었다.                                                                     |
| 7573호 | HDPI96.17 | 1996년 12월 31일 | 운행 중                         | KTX 비상 견인용 기관차. 부산역에 배치되어 있다. |
| 7574호 | HDPI96.18 | 1996년 12월 31일 | 운행 중                         | KTX 비상 견인용 기관차. 동대구역에 배치되어 있다. |
| 7575호 | HDPI96.19 | 1996년 12월 31일 | 운행 중                         | KTX 비상 견인용 기관차. 대전조차장역에 배치되어 있다. |
| 7576호 | HDPI96.20 | 1996년 12월 31일 | 운행 중                         | KTX 비상 견인용 기관차. 익산역에 배치되어 있다. |
| 7577호 | HDPI98.24 | 1998년 5월 1일   | 운행 중                         | 국가철도공단 소속 차량. 철도청의 CI도색을 적용한채로 공단에 인도되어 현재도 옛 도색을 적용중이다.                                                                                          |
| 7578호 | HDPI98.25 | 1998년 5월 1일   | 운행 중                         | 국가철도공단 소속 차량. 철도청의 CI도색을 적용한채로 공단에 인도되어 현재도 옛 도색을 적용중이다.                                                                                          |
| 7579호 | HDPI98.26 | 1998년 5월 1일   | 운행 중                         | 국가철도공단 소속 차량. 철도청의 CI도색을 적용한채로 공단에 인도되어 현재도 옛 도색을 적용중이다.                                                                                          |
| 7580호 | HDPI98.27 | 1998년 5월 1일   | 운행 중                         | 국가철도공단 소속 차량. 철도청의 CI도색을 적용한채로 공단에 인도되어 현재도 옛 도색을 적용중이다.                                                                                          |
| 7581호 | HDPI98.28 | 1998년 5월 1일   | 운행 중                         | 국가철도공단 소속 차량. 철도청의 CI도색을 적용한채로 공단에 인도되어 현재도 옛 도색을 적용중이다.                                                                                          |
| 7582호 | HDPI98.29 | 1998년 5월 1일   | 운행 중                         | 국가철도공단 소속 차량. 철도청의 CI도색을 적용한채로 공단에 인도되어 현재도 옛 도색을 적용중이다.                                                                                          |
| 7583호 | HDPI98.30 | 1998년 5월 1일   | 운행 중                         | 국가철도공단 소속 차량. 철도청의 CI도색을 적용한채로 공단에 인도되어 현재도 옛 도색을 적용중이다.                                                                                          |

## 사진

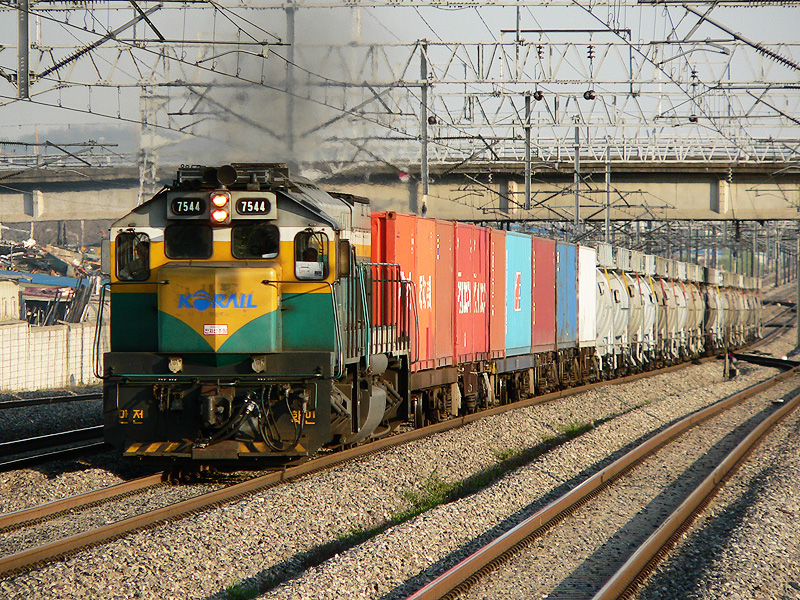
7544호 디젤 기관차 (철도청 구도색)
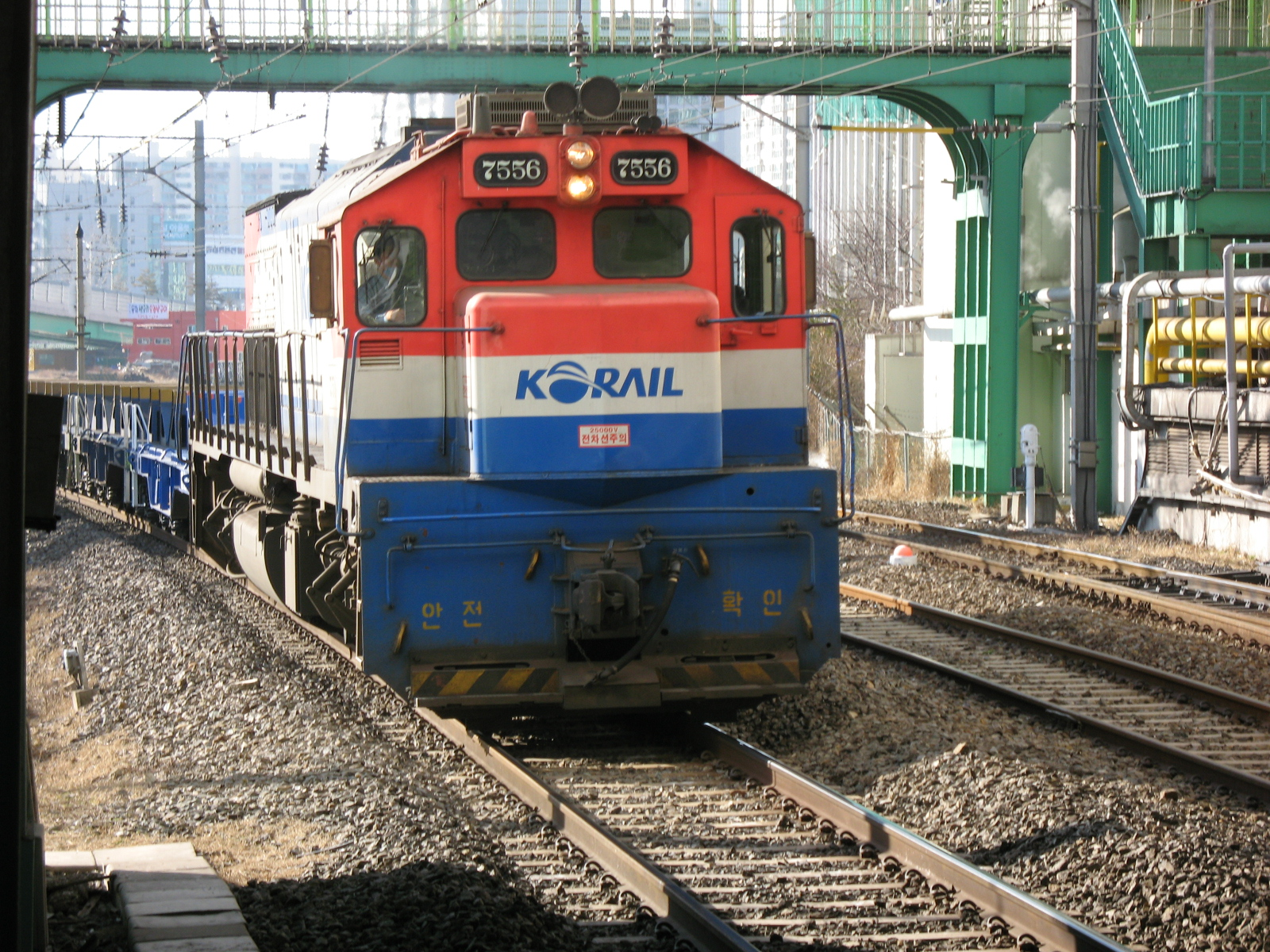
7556호 디젤 기관차 (신도색) (현재는 폐차)
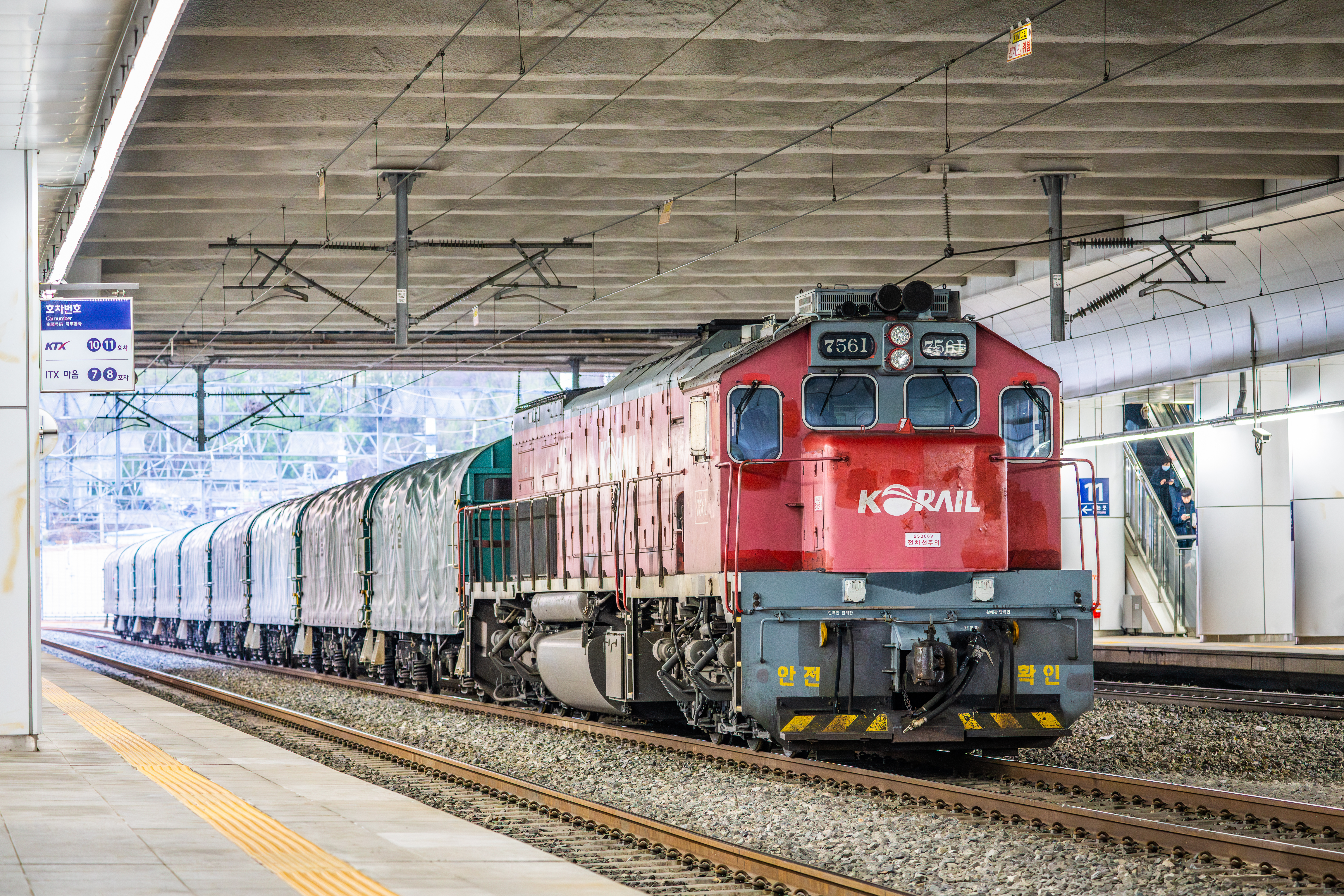
7561호 디젤 기관차
7564호 디젤 기관차
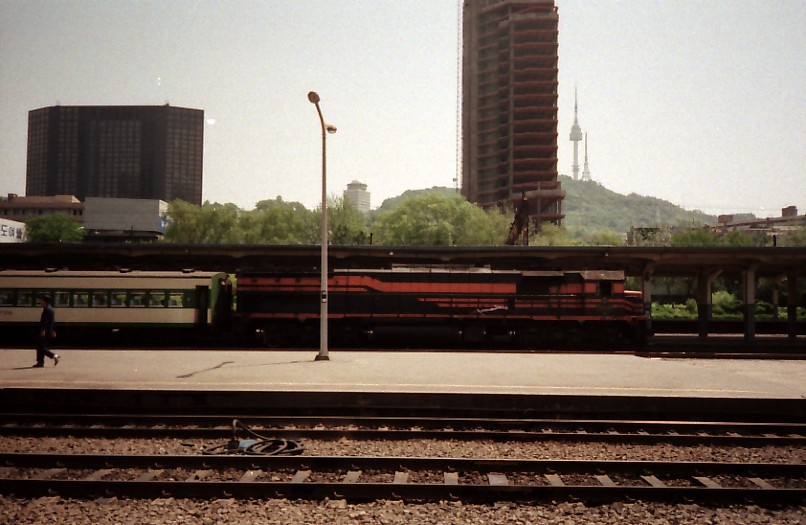
7501호 디젤 기관차 (호랑이 도색)

 철도청

## 같이 보기
- 7300호대 디젤 기관차
- 7400호대 디젤 기관차